# Episodi di Disincanto (seconda stagione)
La seconda stagione della serie animata Disincanto, composta da 20 episodi, è stata interamente pubblicata su Netflix in due parti; i primi 10 episodi (la terza parte della serie) sono stati pubblicati il 15 gennaio 2021, mentre i secondi 10 episodi (la quarta parte della serie) sono stati pubblicati il 9 febbraio 2022.
La direzione del doppiaggio della versione italiana, curata da Francesca Guadagno nella prima stagione della serie, viene affidata a Georgia Lepore per la terza parte. Francesca Guadagno ritorna alla direzione del doppiaggio a partire dalla quarta parte. Inoltre cambia lo studio di doppiaggio: nelle prime tre parti, il doppiaggio è stato effettuato dalla Pumais Due; ma dalla quarta parte il doppiaggio è affidato alla CDC Sefit Group.
| nº           | Codice di produzione | Titolo originale                               | Titolo italiano                                  | Pubblicazione USA | Pubblicazione Italia |
| Terza parte  | Terza parte          | Terza parte                                    | Terza parte                                      | Terza parte       | Terza parte          |
| ------------ | -------------------- | ---------------------------------------------- | ------------------------------------------------ | ----------------- | -------------------- |
| 1            | 2DNT01               | Subterranean Homesick Blues                    | Subterranean Homesick Blues                      | 15 gennaio 2021   | 15 gennaio 2021      |
| 2            | 2DNT02               | You're the Bean                                | Tu sei Bean                                      | 15 gennaio 2021   | 15 gennaio 2021      |
| 3            | 2DNT03               | Beanie Get Your Gun                            | Trova la pistola, Beanie!                        | 15 gennaio 2021   | 15 gennaio 2021      |
| 4            | 2DNT04               | Steamland Confidential                         | Steamland Confidential                           | 15 gennaio 2021   | 15 gennaio 2021      |
| 5            | 2DNT05               | Freak Out!                                     | Freak Out!                                       | 15 gennaio 2021   | 15 gennaio 2021      |
| 6            | 2DNT06               | Last Splash                                    | L'ultimo tuffo                                   | 15 gennaio 2021   | 15 gennaio 2021      |
| 7            | 2DNT07               | Bad Moon Rising                                | Spunta la luna cattiva                           | 15 gennaio 2021   | 15 gennaio 2021      |
| 8            | 2DNT08               | Hey, Pig Spender                               | Il maiale spendaccione                           | 15 gennaio 2021   | 15 gennaio 2021      |
| 9            | 2DNT09               | The Madness of King Zøg                        | La pazzia di Re Zøg                              | 15 gennaio 2021   | 15 gennaio 2021      |
| 10           | 2DNT10               | Bean Falls Down                                | Bean va all'inferno!                             | 15 gennaio 2021   | 15 gennaio 2021      |
| Quarta parte |                      |                                                |                                                  |                   |                      |
| 11           | 2DNT11               | Love Is Hell                                   | L'amore è un inferno                             | 9 febbraio 2022   | 9 febbraio 2022      |
| 12           | 2DNT12               | The Good, The Bad, and the Bum-Bum             | Il buono, il cattivo e... il didietro            | 9 febbraio 2022   | 9 febbraio 2022      |
| 13           | 2DNT13               | The Cabinet of Dr. Chazzzzz                    | Il gabinetto del dottor Chazzzzz                 | 9 febbraio 2022   | 9 febbraio 2022      |
| 14           | 2DNT14               | Goon Baby Goon                                 | Arrivano i criminali                             | 9 febbraio 2022   | 9 febbraio 2022      |
| 15           | 2DNT15               | The Pitter-Patter of Little Feet               | Lo scalpiccio dei piedini                        | 9 febbraio 2022   | 9 febbraio 2022      |
| 16           | 2DNT16               | What to Expect When You're Expecting Parasites | Cosa aspettarsi quando si aspettano... parassiti | 9 febbraio 2022   | 9 febbraio 2022      |
| 17           | 2DNT17               | The Unbearable Lightning of Bean               | L'insostenibile leggerezza del lampo di Bean     | 9 febbraio 2022   | 9 febbraio 2022      |
| 18           | 2DNT18               | Spy Vs. Spy Vs. Spy                            | Spia contro spia contro spia                     | 9 febbraio 2022   | 9 febbraio 2022      |
| 19           | 2DNT19               | The Goo-Bye Girl                               | La ragazza e il sacro fluido                     | 9 febbraio 2022   | 9 febbraio 2022      |
| 20           | 2DNT20               | Bean Falls Apart                               | Il crollo di Bean                                | 9 febbraio 2022   | 9 febbraio 2022      |

## Subterranean Homesick Blues
- Titolo originale: Subterranean Homesick Blues
- Diretto da: Dwayne Carey-Hill
- Scritto da: Matt Groening e Josh Weinstein

### Trama
Dagmar dà il benvenuto a Bean, Elfo e Luci nella casa dei Trøgs. Non riuscendo ad andarsene a causa dei complessi tunnel in cui si trovano, Bean decide a malincuore di restare nonostante sospetti di sua madre, mentre Elfo inizia una relazione con una Trøg di nome Trixie. Zøg inizia a riprendersi dalla ferita, ma Odval e l'Arcidruidessa ordinano a Pendergast di ucciderlo se non muore al più presto per le ferite. I due vogliono usare Derek come mezzo per indire le proprie leggi sfruttando l'ingenuità del bambino, ma lui su suggerimento di Merkimer, decide di inventarsi lui stesso delle regole, con loro grande costernazione. Usando i tunnel, Elfo si intrufola nel castello e informa Zøg che Bean è viva. Bean scopre che suo padre è ancora vivo e accetta di ricongiungersi con Dagmar. Più tardi quella notte, Bean continua a esplorare le caverne e scopre che Dagmar si nutre dei cervelli dei Trøgs mentre sono ancora vivi. Zøg progetta con Pendergast di far spedire il suo corpo in una bara per apparire morto. Tuttavia, l'Arcidruidessa scopre il piano, uccide Pendergast e seppellisce Zøg vivo.

## Tu sei Bean
- Titolo originale: You're the Bean
- Diretto da: Edmund Fong
- Scritto da: Jameel Saleem e Josh Weinstein

### Trama
Dopo che il segreto di Dagmar viene scoperto, Bean, Elfo e Luci finiscono in una prigione dove incontrano il pirata Leavo, ora prigioniero. Dopo che il trio fugge con l'aiuto di Trixy, viene escogitato un piano per sfruttare la somiglianza di Bean con sua madre. Si veste con gli abiti di Dagmar e cerca di ottenere l'aiuto del Trog mentre Elfo distrae Dagmar come massaggiatore. Lo stratagemma però viene scoperto, anche se Bean riesce a convincere i Trog che Dagmar è l'impostore. Allo stesso tempo, Zøg cerca inutilmente di scappare dalla sua bara, prima di essere sequestrato da un gruppo di Trog depredatori di tombe e scappando nelle caverne, trovando Bean e gli altri. Sfortunatamente, Bean fa saltare la sua copertura abbracciandolo, e presto cerca di sfuggire alla presa di Dagmar ancora una volta. In tal modo, creano un simbolo luminoso che li contrassegna come "i salvatori", e Bean ordina ai Trog di buttare fuori Dagmar, anche se scappa, mentre gli altri lasciano le caverne. Nel frattempo in superficie, un tricheco è stato posto come esca per Zøg, e Derek decide di inventare i propri decreti contro i desideri di Odval e dell'Arcidruidessa. Mentre si nasconde nella sua stanza, Derek trova un libro con una storia segreta dei re di Dreamland, ma con le ultime pagine strappate, e viene trovato da Odval. Più tardi quella notte, Odval e la druida osservano Bean e compagnia che escono dalle caverne.

## Trova la pistola, Beanie!
- Titolo originale: Beanie Get Your Gun
- Diretto da: DIra Sherak
- Scritto da: Liz Suggs e Josh Weinstein

### Trama
Derek dà il benvenuto a Bean e Zøg a Dreamland. Il comportamento irregolare di Zøg solleva qualche preoccupazione e Bean cerca di indagare sulla sua causa. Nel frattempo, Derek viene bloccato fuori dal castello e cerca di farsi degli amici. Finisce per essere sfruttato a causa della sua creduloneria, fino a quando non incontra la fata Sagatha. Sagatha e le sue amiche fatate insegnano a Derek saggezza e intelligenza di strada, dopodiché Derek propone a Sagatha di sposarlo. Bean trova il corpo senza testa di Pendergast nel suo armadietto, c'è stato uno sparo attraverso la sua armatura, Bean la esamina e trova un proiettile dentro il cadavere. Bean cerca la pistola nel castello, con l'aiuto della sfera di cristallo e della signora Moonpence. Nasconde la pistola nella sua stanza dopo averla localizzata nel globo di Odval. Derek torna a Dreamland e si tiene il matrimonio per lui e Sagatha dopo aver ricevuto la benedizione di Zøg. Durante la cerimonia, con uno sguardo acuto Derek nota la pistola nascosta nella manica dell'Arcidruida e interrompe il matrimonio. L'Arcidruidessa fugge su una motocicletta, ma ha lasciato una tabella di marcia per Steamland.

## Steamland Confidential
- Titolo originale: Steamland Confidential
- Diretto da: Crystal Chesney-Thompson e Ed Tadem
- Scritto da: Bill Odenkirk

### Trama
Bean ed Elfo inseguono l'Arcidruida, mentre Luci rimane con Zøg (che sta avendo un esaurimento nervoso) a Dreamland. Quando arrivano a Steamland Bean si infiltra nella fabbrica di Gunderson per trovare l'Arcidruidessa, mentre Elfo viene portato in un club di esploratori di lusso che impressiona tutti con i suoi racconti passati quando uno strano uomo nota una spilla sui vestiti che ha rubato. In fabbrica Bean incontra un uomo di nome Gordy che lavora lì. Alla fine si rende conto che Gordy è in realtà Alva Gunderson, il fondatore dell'azienda, e vuole stipulare un accordo con Bean poiché Dreamland è fonte di una magia molto potente. È proprio Alva ad aver inviato suo fratello Skybert a Dreamland e ha assunto l'Arcidruidessa per attirare Bean a Steamland. L'imprenditore nega qualsiasi conoscenza degli atti di omicidio dell'Arcidruidessa e una volta scoperti la fa portare via, non prima che lei avverta Bean di non fidarsi di Alva. Al prestigioso club, gli altri avventori sono impressionati da Elfo, fino a quando un uomo che possiede un circo di freak arriva e prende Elfo per la sua collezione.

## Freak Out!
- Titolo originale: Freak Out!
- Diretto da: Raymie Muzquiz
- Scritto da: Josh Weinstein

### Trama
Bean si sveglia la mattina dopo e riceve una lettera da Alva, che si apre per rivelare un'immagine di loro due che si baciano su un ponte. Lei scappa e lui fa tutto il possibile per riaverla indietro. Bean cerca di trovare Elfo, che è tenuto prigioniero in un freak show e si innamora della sua vicina, una sensitiva senza testa di nome Edith. Bean alla fine trova Elfo e libera tutti gli altri membri del circo tenuti in gabbia. Mentre Elfo va a liberare Edith, il proprietario appare e inizia a strangolarlo, ma viene sconfitto da Edith che in realtà ha un corpo. Dice a Elfo che non possono stare insieme poiché una maledizione su di lei fa sì che chiunque si innamori di lei incontri un destino orribile. Sul molo ci sono svariati robot che mettono all'angolo Bean ed Elfo, appena Bean urla loro che non ha magia, in quel momento le sue dita sparano dei fulmini che liberano il posto da tutti i robot. Nel frattempo Zøg continua a comportarsi in modo più pazzo.

## L'ultimo tuffo
- Titolo originale: Last Splash
- Diretto da: Lauren MacMullan e Jeff Myers
- Scritto da: Deanna MacLellan e Michael Saikin

### Trama
Elfo e Bean stanno per scappare, ma Elfo ricorda a Bean un membro duraturo del freak show: Mora la sirena. La salvano dalla sua vasca e scappano per un pelo su un battello a vapore, con l'aiuto della stessa Mora. Lungo la strada, Elfo inizia una strana e ambuigua relazione con il battello a vapore, mentre Bean si apre sui suoi sentimenti per le altre persone con Mora, mentre si avvicinano l'una all'altra. Si schiantano sull'Isola Sirenia, dove Mora presenta Bean alla sua famiglia, e trascorrono una notte romantica insieme, tra canzoni e rapporti sessuali. Il giorno dopo, Bean si sveglia e non trovando la collana di Mora al collo, crede che tutto quello che è successo il giorno prima sia stato un sogno, e attraversa la spiaggia con Elfo. L'ultima scena dell'episodio mostra la collana della sirena, confermando che l'esperienza con Mora è stata reale.

## Spunta la luna cattiva
- Titolo originale: Bad Moon Rising
- Diretto da: Dwayne-Carey Hill e Jeff Myers
- Scritto da: Liz Elverenli

### Trama
Bean torna a Dreamland, sconvolta per il tempo passato con Mora, credendo ancora che fosse un'allucinazione, ma ripensando a quanto successo con amore. Oona, che è tornata a Dreamland, la conforta. Più tardi sente Odval e gli altri membri del consiglio reale complottare contro Zøg. In quanto tale, si unisce a Oona nel tentativo di minare il loro piano, mentre dice a Luci ed Elfo di formare un esercito per proteggere il regno. Il piano di Oona e Bean fallisce, costringendo Zøg a scendere ulteriormente in una spirale discendente.

## Il maiale spendaccione
- Titolo originale: Hey, Pig Spender
- Diretto da: Brian Sheesley
- Scritto da: Abe Groening

### Trama
Il principe Merkimer inizia a sentirsi depresso da quando il suo corpo e il corpo di un maiale sono stati scambiati (all'inizio della prima stagione). Nel frattempo, un terrificante mostro coperto di foglie e fango inizia a terrorizzare gli abitanti dei villaggi più poveri alla periferia di Dreamland. Bean arriva per indagare e scopre che si tratta del corpo di Merkimer, con il cervello di un maiale. Fingono che sia il vero Merkimer con il maiale Merkimer a parlare al posto suo, e lo restituiscono ai suoi genitori a Bentwood, sperando di ricevere in cambio denaro e armi. Merkimer però decide di rivalutare il suo status di principe, ma è rattristato nell'apprendere che nessuno, nemmeno i suoi genitori si sono preoccupati di lui. Il vero Merkimer rivela di aver sviluppato intelligenza e ha preso il controllo di Bentwood e cerca di annegare Bean, Lucy ed Elfo in una cascata di monetine dopo che il maiale Merkimer si è unito a lui. Il maiale Merkimer si sente male e li salva, uccide il Merkimer umano, e i quattro tornano a Dreamland (con i soldi che Elfo ha ingoiato e le frecce sparate contro di loro), dove le condizioni di Zøg peggiorano. Più tardi, Bean e Oona spiano Odval e credono che stiano cospirando per uccidere Zøg per mezzo della loro organizzazione segreta sotto il castello.

## La pazzia di Re Zøg
- Titolo originale: The Madness of King Zøg
- Diretto da: Edmund Fong
- Scritto da: Patrick M. Verrone

### Trama
Bean osserva preoccupata una nuvola di fumo verde che si avvicina al regno mentre suo padre, Zøg, diventa più instabile mentalmente. Tuttavia, trova un modo per parlare con lui, poiché comunica attraverso un manichino ventriloquo, esprimendo le sue paure e insicurezze. Anche così, Zøg continua a declinare mentre Bean si preoccupa della sua capacità di governare il regno.

## Bean va all'inferno!
- Titolo originale: Bean Falls Down
- Diretto da: Ira Sherak
- Scritto da: Jameel Saleem

### Trama
La principessa Bean viene incoronata regina dopo che Zøg è dichiarato non idoneo a essere re. Mentre Zøg viene portato al manicomio di Twinkleton da Chazzzzz, il misterioso fumo verde raggiunge il castello e si scopre essere Big Jo e il suo assistente meno conosciuto, Porky, che vogliono fare ammenda per quello che hanno fatto a Bean, Elfo e Luci. Bean non si fida dell'esorcista, anche se afferma di essere cambiato, e lo rinchiude in prigione, con grande fastidio di Odval che aveva organizzato il ritorno di Big Jo per complottare insieme contro il regno. Subito dopo, arrivano gli orchi che reclamano Elfo, visto che ha accecato il loro principe, ma Bean, contro il volere di tutti gli altri, decide di non consegnare Elfo e respinge gli orchi scaricando su di loro tutto l'alcol del regno. Bean, Elfo e Luci, in difficoltà nell'affrontare da soli l'intera orda di orchi, si nascondono nella biblioteca segreta. Elfo, ormai rassegnato al fatto che gli orchi arriveranno presto a catturarlo, si consegna - con rammarico di Bean - ai nemici, i quali però lo portano via invece di ucciderlo. Dagmar arriva in un ascensore segreto che si collega alla biblioteca segreta, e con lo stesso ascensore conduce Bean all'Inferno per farle sposare un uomo che assomiglia ad Alva. Nel tentativo di salvare la neo-regina, Luci viene decapitato: Bean riesce a raccoglierne la testa, mentre il corpo rimane nei sotterranei del castello. Luci si ritrova così in paradiso, con suo grande sgomento.

## L'amore è un inferno
- Titolo originale: love is hell
- Diretto da:
- Scritto da:

Bean arriva all'inferno con Dagmar che cerca di organizzare un matrimonio tra lei e Satana, ma tenta di scappare. Luci piange poiché è bloccato in paradiso: a fargli compagnia c'è Jerry, il fratello di Dagmar. Bean con le sue lacrime "attiva" temporaneamente la testa di Luci, mentre gli abitanti del sottosuolo cercano di riportare in vita il resto del corpo di Luci. Nel frattempo, gli elfi tentano di fare la loro mossa per prendere il potere a Dreamland, edificata proprio sopra l'antico regno degli elfi. Elfo, catturato dagli orchi, cerca di scappare. Bean tenta di rendersi antipatica a Satana per fermare il matrimonio. Nel momento di suggellare il matrimonio con un patto di sangue, Bean con un diversivo riesce a scappare: nella fuga, incontra Jerry e Luci i quali, ottenuto il permesso di lasciare il paradiso per soccorrerla, la aiutano a fuggire dall'inferno.

## Il buono, il cattivo e... il didietro
- Titolo originale:

- Diretto da:

- Scritto da:

L'ascensore con cui Jerry, Luci e  Bean sono scappati li conduce a Steamland. Bean chiede inutilmente risposte ad Alva: non ottenendole, ruba il suo dirigibile per tornare a Dreamland assieme a Jerry e Luci (ancora senza corpo e con la sua anima rinchiusa in un barattolo di vetro). Elfo tenta di sfuggire dalla prigionia degli orchi e scopre un segreto: è il figlio della regina degli orchi! Il papà di Elfo, arrivato nel frattempo a liberare il figlio, gli racconta la storia della loro famiglia e di come, dopo aver conosciuto la regina, sia nato lui. Su incitamento del re degli orchi, il fratello di Elfo lo sfida in un duello all'ultimo sangue. Elfo ne esce vincitore, risparmiando il fratello ma uccidendo involontariamente il re degli orchi. Quando ormai la famiglia di Elfo è riunita, Bean, Jerry e Luci (che ha nel frattempo ricomposto il suo intero corpo quando il dirigibile ha incrociato uno stormo di demoni) arrivano sorvolando il regno degli orchi e caricano Elfo nella loro rotta verso Dreamland.

## Il gabinetto del dottor Chazzzzz
- Titolo originale: the cabit of doctor Chazz
- Diretto da:
- Scritto da:

Zøg entra al Twinkleton Insane Asylum e fa la sua prima "sessione di terapia". Zøg ammette al suo compagno di prigionia che gli manca la sua famiglia e attacca il terapeuta dopo aver dichiarato che Zøg rimarrà lì per l'eternità. nel frattempo, durante il loro viaggio verso Dreamland, Elfo intravede un cavallo in apparente difficoltà su un dirupo e usa i controlli per trascinarlo all'interno del dirigibile: con grande irritazione di Bean, scoprono che l'animale è una loro vecchia conoscenza, Cavallo Ridente. Zøg riesce a scappare dal manicomio, diventando monaco in un monastero trovato lungo il percorso della sua fuga. Dopo aver capito in un momento di meditazione che il suo compito è quello di proteggere i suoi figli, Zøg lascia il monastero e incontra Vip e Vap, partiti in precedenza da Dreamland proprio con lo scopo di riportarlo a casa. Bean torna a Dreamland con Elfo, Luci, Cavallo Ridente e Jerry, ma il dirigibile viene abbattuto, e sono costretti a scappare con una capsula di salvataggio del dirigibile. Bean fa atterrare la capsula di salvataggio vicino a una grotta.

## Arrivano i criminali
- Titolo originale:
- Diretto da:
- Scritto da:

Bean, Elfo, Luci, Cavallo Ridente e Jerry tornano a Dreamland. Bean, Elfo, Luci e Jerry, vedendo gli sgherri di Dagmar in giro per la città, si intrufolano nel castello con l'intenzione di deporre l'ex regina. Si scopre che in realtà sono Cloyd e Becky a governare Dreamland, e dopo che Bean li ha sfidati, lei, Elfo e Luci vengono gettati in una cella dove ritrovano tutta la popolazione di Dreamland, restia però a ribellarsi ai due nuovi regnanti. Zøg salva Bean e i suoi amici con l'aiuto di Vip e Vap, e assieme scoprono la sperimentazione umana che stanno conducendo Cloyd e Becky: i due stanno trasformando in segreto i cittadini di Dreamland in sgherri praticando un graffio sulle braccia degli abitanti. Jerry mostra la verità alla gente di Dreamland, ricevendo quindi il loro aiuto nell'allontanare Cloyd e Becky dal castello. Bean nel frattempo cerca di prendersi cura di Zøg, che si è graffiato sul braccio durante il combattimento con Cloyd.

## Lo scalpiccio dei piedini
- Titolo originale:
- Diretto da:
- Scritto da:

Becky e Cloyd fanno credere a Bean di essere in fuga con la capsula di salvataggio del dirigibile. Bean colpisce la capsula lanciando una freccia infuocata ma, a sua insaputa, Becky e Cloyd non erano all'interno. Bean e Zøg raggiungono un accordo: condivideranno il governo di Dreamland. Il mago Sorcerio nel frattempo, dà vita al burattino di Zøg, Freckles. Il burattino è alleato di Becky e Cloyd, e il suo intento è quello di fingersi amico di Zøg per perseguire scopi ancora segreti. Ripercorrendo i ricordi repressi di Zøg attraverso i suoi sogni, Freckles capisce che il suo obiettivo è la statua che gli abitanti di Dreamland avevano costruito (immeritatamente) in onore di Zøg quando era ancora un principe. Bean, Elfo e Luci lavorano insieme per cercare di trovare Becky, Cloyd (anch'essi tramutatisi in burattini) e Freckles che si sono introdotti nei cunicoli al di sotto della statua. Nel tentativo di salvare Bean incastrata nei sotterranei di Dreamland, Zøg cade in acqua.

## Cosa aspettarsi quando si aspettano... parassiti
- Titolo originale:
- Diretto da:
- Scritto da:

Bean si tuffa in acqua con Luci ed Elfo per salvare suo padre. Bean nuota sott'acqua nella speranza di trovare Luci, Zøg ed Elfo che sono stati trascinati sott'acqua. Una volta lì, scopre un castello che è la casa dei trog di mare. Il castello è pieno di tesori raccolti dai trog dalle navi affondate in mare. Mentre Zøg, Luci ed Elfo sono d'accordo nel prendere ricchezze dai trog, Bean si sente a disagio per il fatto che se ne stiano approfittando, volendo espiare ciò che hanno fatto i loro antenati. Bean scopre un terribile segreto sul regno sottomarino: i trog, apparentemente ospitali, torturano chi si presenta nel loro castello innestando dei vermi nei loro corpi. Oona interviene a salvarli, ma riesce a fare salire tutti nella sua nave eccetto Bean. Mentre quest'ultima è vicina alla morte per carenza di ossigeno, arriva Mora che salva Bean e le restituisce la collana.

## L'insostenibile leggerezza del lampo di Bean
- Titolo originale:
- Diretto da:
- Scritto da:

Zøg, Luci, Elfo e Oona sono felici di vedere Bean viva, ma lei preferisce non rivelare chi l'abbia salvata. Di ritorno al castello, Zøg si lamenta di quanto sia solo, così padre e figlia hanno un confronto riguardo al romanticismo e all'amore: Zøg è ancora innamorato di Ursula, mentre Bean ammette di provare qualcosa per la sirena Mora. Bean consiglia al padre di seguire il suo istinto e andare alla ricerca di Ursula nella foresta: Zøg prende a cuore il consiglio di Bean e la incoraggia a fare un giorno lo stesso. Zøg cammina attraverso la foresta e incontra prima un piccolo orso di nome Jesper e poi finalmente Ursula. Bean nel frattempo viene raggiunta da Elfo e Luci nella spiaggia dove cercava di sfuggire alla sua malinconia. Nel rientrare al castello, i tre finiscono per cadere in una baia nascosta. Bean, tra i resti delle vittime delle due fazioni in lotta per la conquista di Dreamland (antenati umani del regno ed elfi), ha un flashback sulla battaglia nella baia. Zøg si avvicina sentimentalmente a Ursula e capisce che Jesper è in realtà suo figlio. Un dirigibile di Steamland cerca di catturare selvaggina dalla foresta e avvista il figlio di Zøg: i due cacciatori all'interno dell'aeronave, infilzando il sigaro del re, fanno scoppiare un incendo nella foresta. Zøg riesce a salvare il piccolo orso, mentre Ursula cade da un dirupo finendo tra le fiamme.

## Spia contro spia contro spia
- Titolo originale:
- Diretto da:
- Scritto da:

Bean vuole rendersi utile e lascia che gli abitanti del regno vengano da lei nella speranza di risolvere i loro problemi. In una di queste sedute, gli elfi si presentano pretendendo di riavere il castello. Avendo ricevuto da Bean una risposta negativa, gli elfi si radunano per organizzare la presa del castello e, scoperto che Elfo è lì a spiarli per conto di Bean, lo mandano come spia a infiltrarsi fra i trog. I trog catturano Elfo e minacciano di ucciderlo, a meno che non faccia da spia per loro conto presso gli umani. Mentre Bean ha continui incubi (dall'ultimo di questi si convince di dover distruggere l'ascensore verso l'inferno), gli elfi si decidono a sferrare l'attacco infiltrandosi dalle gallerie sotterranee del castello. Elfo si ritrova nei bassifondi dopo essere stato gettato lì da Jesper e Derek (impegnati in un furibondo litigio) ed assiste casualmente all'avanzata dell'esercito degli elfi bloccata da quello dei trog.

## La ragazza e il sacro fluido
- Titolo originale:
- Diretto da:
- Scritto da:

Bean continua ad avere incubi e sta cercando di capire cosa significano. I trog e gli elfi gettano le armi perché comprendono di appartenere alla stessa razza. Bean tenta di salvare dai trog Elfo, che è stato rapito per costringerlo a bere il fluido sacro dei trog. Tuttavia è solo l'intervento risolutivo di Luci a impedire a Elfo di farsi versare la melma magica. Derek, su istigazione di Freckles, ferisce accidentalmente uno dei bulli di Dreamland e si sente male per questo. Per espiare le sue colpe, Derek si fa convincere da Freckles ad abbandonare il regno, e Jesper decide di lasciare la città assieme al fratellastro. I trog portano in segreto l'anfora col sacro fluido nella stanza di Bean e lei, per noia e per curiosità, finisce per berne un po'.

## Il crollo di Bean
- Titolo originale:
- Diretto da:
- Scritto da:

Bean cerca di uccidere la versione malvagia di se stessa nei suoi sogni. Odval e Zøg escono alla ricerca di Derek, Jesper e Freckles. Gli elfi e i trog hanno il loro primo incontro congiunto, condividendo le loro conoscenze: uno dei trog dice che Bean può sconfiggere Dagmar solo con l'aiuto del sacro viscidume. Freckles porta Derek e Jesper a Steamland: il suo obiettivo è vendere i due a McGee, il proprietario del locale di freak show. Quando quest'ultimo si rende conto che Freckles è un burattino parlante, rapisce anche lui e Odval, nel frattempo arrivato a Steamland assieme a re Zøg, allettato dal poter esibire nel suo spettacolo un uomo con tre occhi. Zøg, al tappeto dopo aver lottato con McGee, non può fare nulla per evitare l'accaduto. Nell'ennesimo sogno di Bean forzato per interagire con la sua parte malvagia, il doppelganger mostra alla ragazza come esercitare i suoi poteri elettrici nei momenti di rabbia. La cattiva Bean riesce a prendere il controllo del corpo di Bean e si mette in contatto con l'inferno. Luci riesce a salvare la Bean buona, che era rinchiusa nel suo sogno, sfruttando le sue proprietà demoniache. La cattiva Bean viene affrontata dalla Bean buona e uccisa; da un altro ascensore collegato all'inferno arrivano quindi Satana e Dagmar, con quest'ultima che, accortasi di trovarsi di fronte la Bean buona, la spinge nell'oceano. Bean viene nuovamente salvata da Mora.